# Claraeola crassula
Claraeola crassula är en tvåvingeart som beskrevs av Shatalkin 1981. Claraeola crassula ingår i släktet Claraeola och familjen ögonflugor. Inga underarter finns listade i Catalogue of Life.